# Енкантадас, або Зачаровані острови
«Енканта́дас, або́ Зачаро́вані острови́» (англ. The Encantadas, or Enchanted Isles) — оповідання класика американської літератури Германа Мелвілла. Вперше опубліковане трьома частинами в журналі «Putnam's Magazine» у березні — травні 1854 року, пізніше увійшло до збірки «Оповідання на веранді» (1856). У цій збірці разом із «Писарем Бартлбі» і «Беніто Серено» цей твір один з найвідоміших. Оповідання складається з десяти окремих нарисів, об'єднаних місцем дії — Галапагоськими островами, які автор іменує їхньою старою іспанською назвою Енкантадас.

## Історія
Замолоду Герман Мелвілл служив матросом на китоловному судні «Акушнет». На цьому кораблі йому довелося двічі побувати поблизу Галапагоських островів. 30—31 жовтня 1841 року судно стояло на рейді поблизу острова Альбемарль, згодом про це буде згадано у другому нарисі «Енкантадас». 2 листопада «Акушнет» разом із чотирма китобійними суднами був на полюванні поблизу Галапагосів, цей епізод відтворений у четвертому нарисі оповідання. При написанні оповідання автор також широко користувався сторонніми історичними джерелами: «Журналом плавання Тихим океаном» Девіда Портера (капітана згаданого у п'ятому нарисі китолова «Ессекс») і нотатками «Мандрівка Південною Атлантикою і навколо миса Горн в Тихий океан…» авторства Джеймса Кольнета.
Звернутися до спогадів своєю юності Германа Мелвілла спонукало безгрошів'я. Його останній роман «П'єр, або Двозначності» отримав негативні відгуки критиків і публіки, тому письменник на деякий час відійшов від творів великого формату на користь експериментів з малою прозою. Перша його спроба в цьому напрямку — оповідання «Писар Бартлбі» — виявилась вдалою, тому в березні — травня 1853 року Герман Мелвілл опублікував у журналі Putnam's Magazine свій черговий твір. Правда, про всяк випадок скористався псевдонімом Сальватор Р.  Тарнмур. Пізніше він включив його до збірки «Оповідання на веранді», однак за життя автора ні збірка, ні окремо «Енкантадас» не перевидавались.

## Сюжет
Твір поділений на десять нарисів з незалежними сюжетними лініями, кожному з яких передує віршований епіграф з поеми Едмунда Спенсера «Королева фей».
Нарис перший: Загальне враження від цих островів

Автор описує вулканічне походження та обумовлену ним сувору природу посушливих Енкантадас, їхній похмурий зовнішній вигляд, мінливі і непередбачувані вітри і течії в навколишніх водах.
Нарис другий: Два боки черепахи

Незважаючи на сувору природу на Енкантадас існує радість. Герман Мелвілл описує свій рейд на кораблі і полювання на велетенських черепах на острові Альбемарль. Трьох могутніх полонянок доставили на борт живцем, письменник захопливо описує вигляд цих дивних істот, не забувши згадати і про черепаховий суп, приготований з їхнього м'яса.
Нарис третій: Скеля Родондо

Оповідач знайомить читачів з велетенською скелею Рока-Редондо (Родондо) заввишки 250 футів. Описує її зовнішній вигляд і різноманітне пташине царство, включно з галапагоськими пінгвінами, пеліканами, альбатросами тощо.
Нарис четвертий: Краєвид з пташиного лету

Герман Мелвілл описує географію Галапогоських островів такою, якою її можна умовно «побачити» зі скелі Родондо. Він описує різні острови архіпелагу і своє полювання на китоловному судні. В цьому нарисі міститься також історична згадка про відкриття Галапагосів Хуаном Фернандесом.
Нарис п'ятий: Фрегат і «Летючий корабель»

Найкоротший з усіх частин оповідання, в ньому письменник посилається на епізод переслідування американським судном «Ессекс» таємничого корабля, доля якого залишилась невідомою.
Нарис шостий: Острів Баррінґтон і флібустьєри

В цьому нарисі подано детальний опис острова Баррінґтон та слідів перебування на ньому піратів. Герман Мелвілл дивується, що серед знарядь і зброї він знайшов тут «стільці» і «диван», які свідчать про те, що морські розбійники милувалися краєвидами, а отже не були такими пропащими людьми, якими їх прийнято зображати.
Нарис сьомий: Острів Карла і собачий король

В цьому нарисі викладено трагічну історію колонізації острова Карла підприємливим іспанцем, який перетворив добровільних колоністів на рабів. Тримати їх у покорі йому допомагали злі собаки. З часом це «королівство» перетворилося на «республіку» втікачів, в якій мешкали тільки недисципліновані матроси і розбійники.
Нарис восьмий: Острів Норфолк і вдова чола

Ця частина оповідання містить історію іспано-індіанської жінки (метиски «чола»), яка з чоловіком і братом висадилась на острові Норфолк щоби полювати на черепах. За задумом родини, вони мали за кілька місяців натопити з черепах жиру і відплисти на тому ж кораблі, який їх висадив, і який мав повернутися сюди згодом. Під час невдалої рибалки обоє чоловіків потонули, а згорьована Хунілла стала чекати корабель. Однак судно за домовленістю теж не прийшло. Жінка багато днів вела дикий спосіб життя і випадково побачила американський корабель у мить його відплиття. Її врятували; матросам Хунілла розповіла про капітанів, що проходили повз і «не бачили» її сигналів.
Нарис дев'ятий: острів Гуда й відлюдник Оберлус

Історія відлюдника, який оселився у добровільному вигнанні на острові Гуда. Оберлус дивував відвідувачів своєю неприємною зовнішністю і не менш неприємною вдачею. На острові він вирощував абиякі овочі, які продавав матросам транзитних суден. Оберлус спланував захоплення рабів. Перша операція пройшла невдало і матроси побили й пограбували страхітливого городника, але друга спроба принесла йому чотирьох полонених, яких він хитрістю перетворив на спільників. Розбійникам вдалося захопити човен, але з них усіх лише Оберлус дістався Пайти. У цьому місті він закінчив життя у в'язниці.
Нарис десятий: Злодії, жертви, відлюдники, надгробки тощо

Герман Мелвілл підсумовує оповідання описом різних могил, за примітивними хрестами і надгробками яких можна вгадати долю тих, хто потрапив на ці острови і з тих чи інших причин знайшов тут свою смерть.